# Erupția Vezuviului din 79

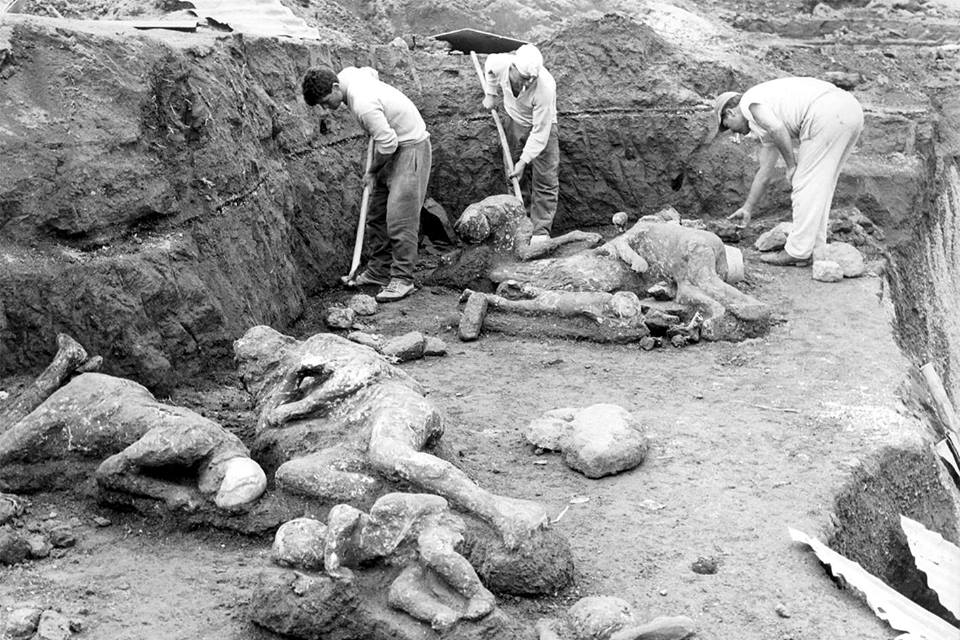
Excavări arheologice la Pompeii în anul 1961

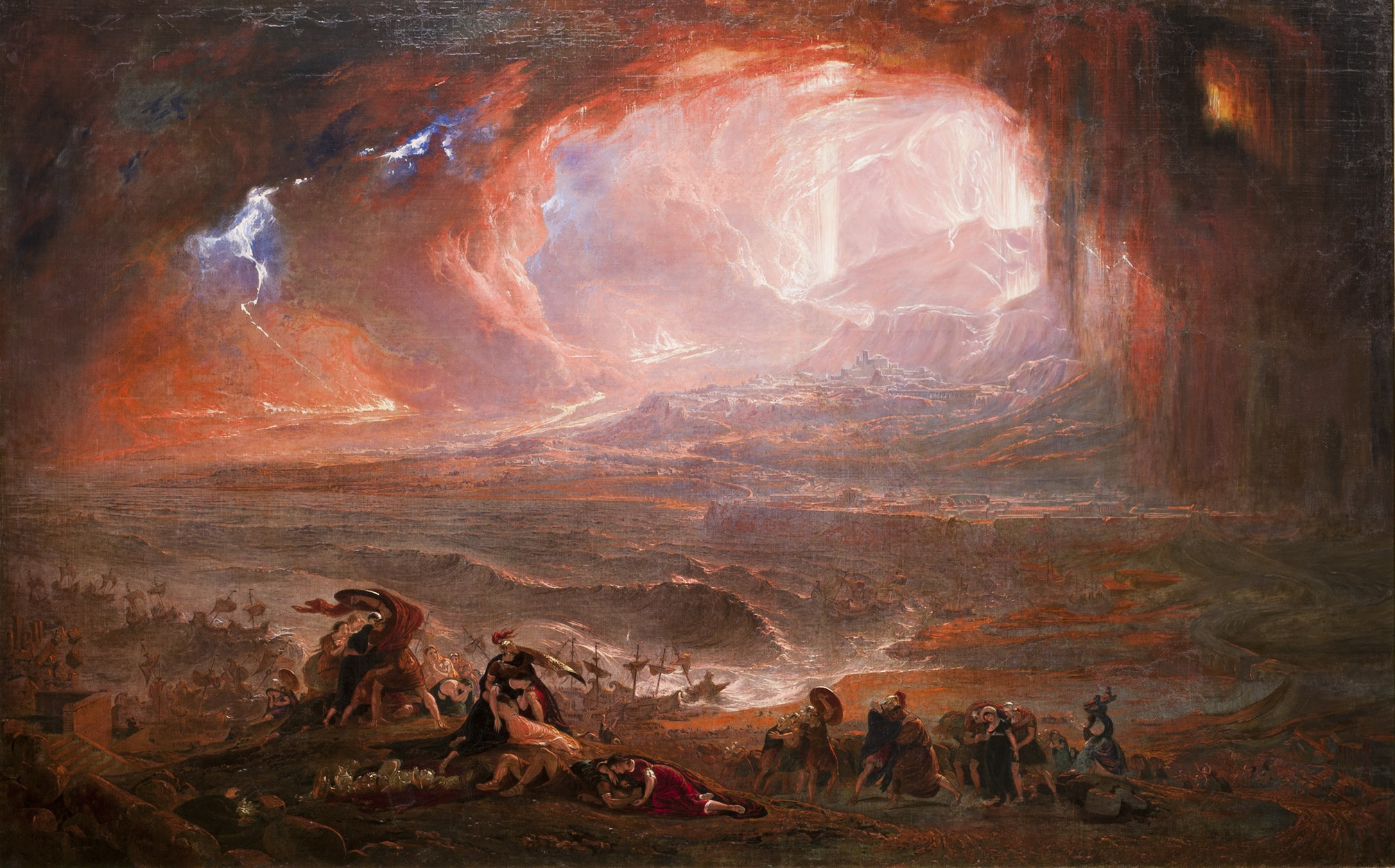
Distrugerea orașelor Pompeii și Herculaneum (c. 1821) de John Martin.

Erupția Vezuviului din anul 79 d.Hr. a fost o catastrofă în care au murit zeci de mii de persoane. Evenimentul a constituit una din cele mai mari și mai catastrofale erupții vulcanice din istoria europeană și a dat numele tipului vezuvian de erupție vulcanică.
În data de 24 august 79 d. H , în jurul orei 13, Muntele Vezuviu a eliberat un nor mortal de materiale piroclastice și gaze la o înălțime de 33 de kilometri, evacuând lavă, piatră ponce și cenușă vulcanică la o rată de 1,5 milioane de tone pe secundă și degajând o cantitate de energie termală de 100.000 de ori mai mare decât cea din bombardamentele nucleare de la Hiroshima și Nagasaki. Mai multe așezări romane au fost distruse și îngropate sub cantități masive de materiale piroclastice și de tuf, cele mai cunoscut fiind Pompei și Herculaneum.
Numărul total de locuitori ai celor două orașe era de 16.000–20.000 de persoane; rămășițele a aproximativ 1.500 de persoane au fost descoperite la Pompei și Herculaneum, dar numărul total al victimelor este încă necunoscut.

## Evenimente premergătoare

Ultima zi a orașului Pompeii. Pictură de Karl Brullov, 1830-1833

Erupția din anul 79 a fost precedată de un cutremur puternic petrecut cu 17 ani mai înainte, pe 5 februarie 62, care a provocat distrugeri masive terenului din jurul Golfului Napoli, în special orașului Pompeii. Unele dintre distrugeri încă nu fuseseră remediate atunci când vulcanul a erupt. Moartea a 600 de oi de la „aerul viciat” din imediata apropiere a orașului Pompeii, menționată de Seneca cel Tânăr, l-a determinat pe vulcanologul Haraldur Sigurdsson să compare această întâmplare cu moartea similară a oilor în Islanda într-o groapă vulcanică din cauza intoxicării cu dioxid de carbon și să speculeze că a existat o relație între cutremurul din anul 62 și o nouă activitate vulcanică a Muntelui Vezuviu.
Un alt cutremur, mai mic, a avut loc în anul 64 AD; el a fost consemnat de Suetonius în biografia lui Nero și de Tacitus în Annales deoarece a avut loc în timp ce Nero se afla în Napoli pentru a juca pentru prima dată într-un teatru public. Suetonius a consemnat că împăratul a continuat să cânte în timpul cutremurului, până când și-a terminat cântecul, în timp ce Tacitus a scris că teatrul s-a prăbușit la scurt timp după ce a fost evacuat.
Romanii erau obișnuiți cu producerea unor cutremure minore în regiune; scriitorul Pliniu cel Tânăr a scris că acestea „nu au fost deosebit de alarmante, deoarece ele sunt frecvente în Campania”. Mici cutremure au început să aibă loc pe 20 august 79, devenind tot mai frecvente în următoarele patru zile, dar avertizările nu au fost luate în serios.

## Natura erupției
Reconstituirile erupției și ale efectelor acesteia variază considerabil în ceea ce privește detaliile, dar au aceleași caracteristici generale. Erupția a durat două zile. Dimineața primei zile, 22 august, a fost percepută ca normală de singurul martor ocular care a lăsat un document păstrat până în prezent, Pliniu cel Tânăr, care se afla în acel moment la Misenum, de cealaltă parte a Golfului Napoli, la aproximativ 30 de kilometri de vulcan, ceea ce l-a împiedicat să observe primele semne ale erupției. El nu a avut ocazia să vorbească, în următoarele două zile, cu oameni care au asistat la erupție de la Pompeii sau Herculaneum (într-adevăr, el nu menționează niciodată Pompeii în scrisoarea sa), așa că nu ar fi observat faliile și evacuările timpurii și mai mici de cenușă și de fum pe munte, dacă acestea s-ar fi produs dimineața devreme. În jurul orei 13, Muntele Vezuviu a erupt violent, împrăștiind la înălțime mare o coloană de cenușă și piatră care a început să cadă pe pământ, acoperind zona. În acest timp populația a început să fugă pentru a scăpa. La un moment dat în acea noapte sau în zorii celei de-a doua zile, 23 august, au izbucnit fluxuri piroclastice în imediata apropiere a vulcanului. Luminile văzute pe munte au fost interpretate ca incendii. Oamenii aflați la Misenum au fugit pentru a-și salva viața. Fluxurile erau dense și fierbinți și se deplasau rapid, distrugând integral sau parțial toate structurile aflate în calea lor, incinerându-i sau sufocându-i pe toți oamenii rămași acolo și modificând peisajul, inclusiv zona litorală. Acestea au fost însoțite de ușoare cutremure și de un tsunami mediu în Golful Napoli. În seara celei de-a doua zile, erupția s-a terminat, lăsând doar o ceață în atmosferă prin care soarele strălucea slab.

Pliniu cel Tânăr a scris o descriere a erupției:
Straturi largi de flăcări luminau multe părți ale Vezuviului; lumina și strălucirea lor erau mai vii în întunericul nopții... era acum lumina zilei în alte părți ale lumii, dar acolo întunericul era mai întunecat și mai gros decât în orice noapte.

### Studii stratigrafice

Pompeii și Herculaneum, precum și alte orașe afectate de erupția Muntelui Vezuviu. Norul negru reprezintă împrăștierea generală a cenușii și rocilor vulcanice. Aspectul coastei este cel actual; Pliniu cel Tânăr era la Misenum.

Potrivit unui studiu stratigrafic (un studiu al straturilor de cenușă) realizat de Sigurdsson, Cashdollar și Sparks, publicat în 1982 și acum o referință standard, erupția Vezuviului din anul 79 AD s-a desfășurat în două faze: o erupție pliniană care a durat de la optsprezece la douăzeci de ore și a produs o cădere de pietre și de cenușă la sud de vulcan,  care s-a acumulat până la înălțimi de 2,8 metri în Pompeii, urmată de un flux piroclastic sau nuée ardente în cel de-a doua fază peleană care a ajuns până la Misenum, dar s-a concentrat către vest și nord-vest.   Două valuri piroclastice au înghițit Pompeii, arzându-i și asfixiziindu-i pe cei care au rămas în urmă. Oplontis și Herculaneum au suferit distrugerile cele mai mari și au fost îngropate în straturi de cenușă, piatră, fragmente de lavă și depozite piroclastice.
Autorii sugerează că prima cădere de cenușă a avut loc dis-de-dimineață, iar cum exploziile de volum redus nu au fost văzute la Misenum Rectina a trimis un mesager într-o călătorie de câteva ore în jurul Golfului Napoli, pe unde se putea trece atunci, oferind un răspuns la paradoxul apariției miraculoase a unui mesager la vila lui Pliniu, deci la scurt timp după o erupție îndepărtată, care l-ar fi împiedicat.

### Studii magnetice

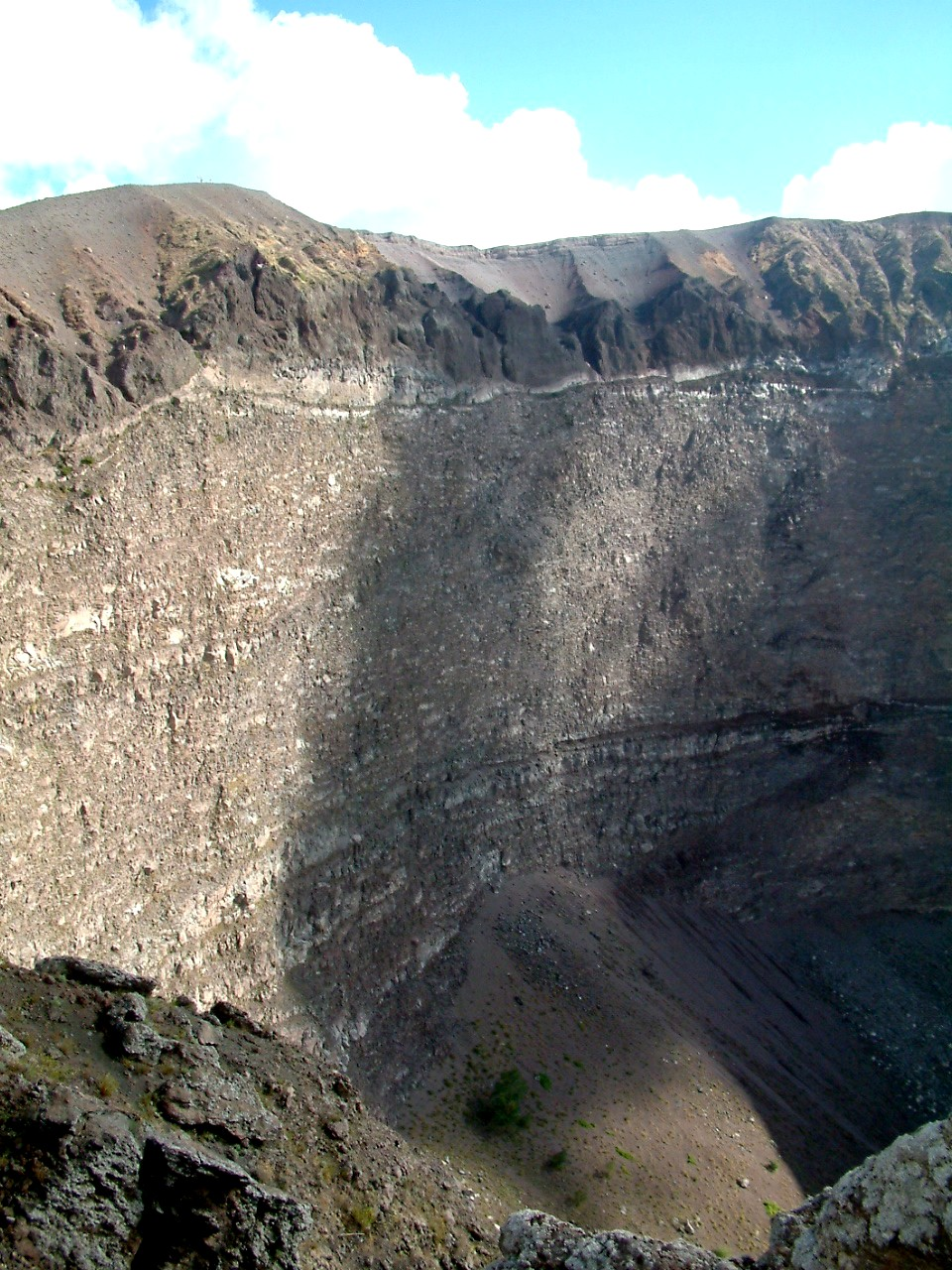
În interiorul craterului vulcanului Vezuviu

În timpul ultimului val, care a fost foarte diluat, încă un metru de materiale piroclastice au căzut în regiune.

## Cei doi Pliniu

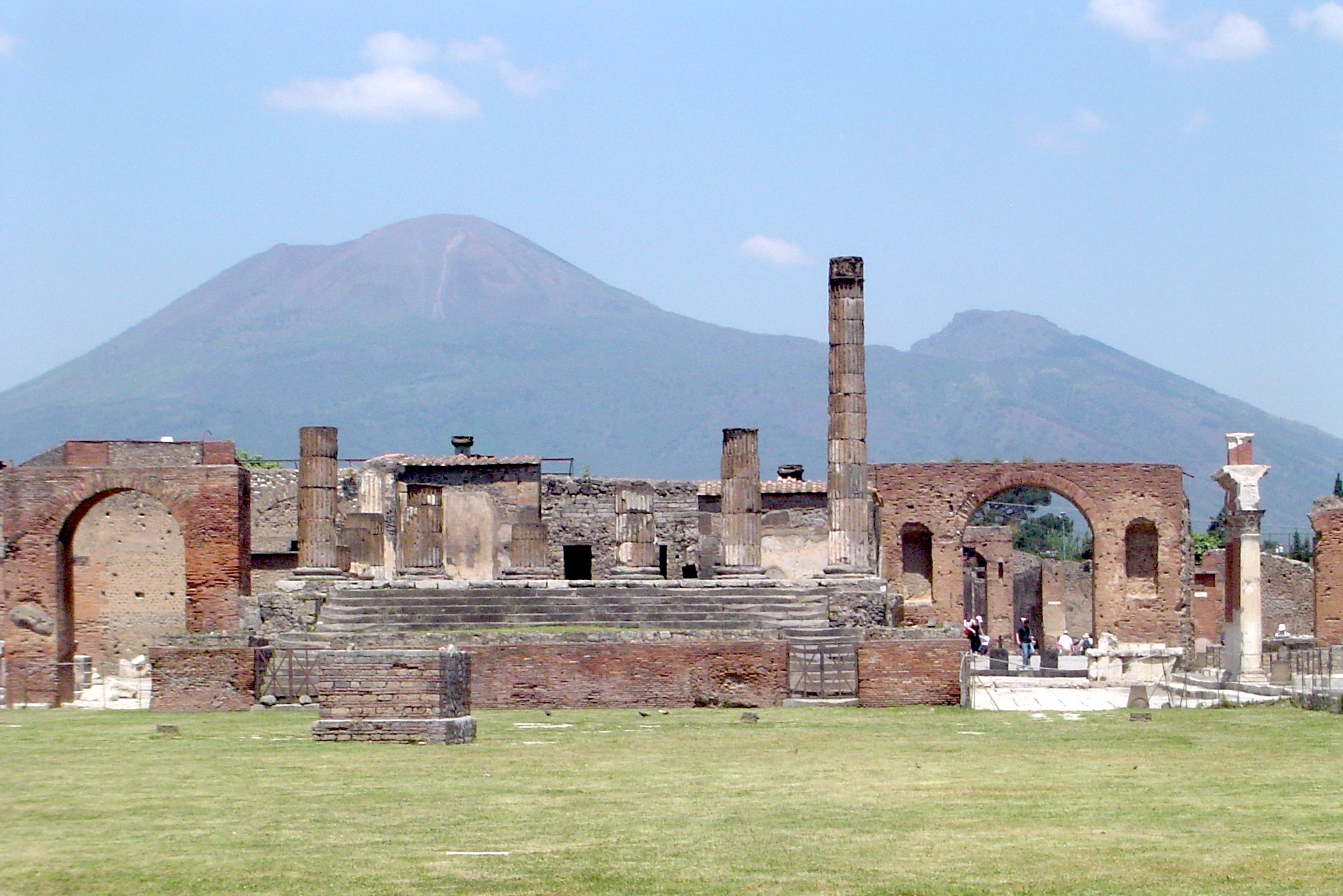
Pompei, cu Muntele Vezuviu în spatele său

Singurele relatări ale unui martor ocular al evenimentului sunt cele două scrisori ale lui Pliniu cel Tânăr, care avea 17 ani la momentul erupției, către istoricul Tacitus. Remarcând prima activitate vulcanică din orașul-port Misenum, aflat de cealaltă parte a Golfului Napoli față de vulcan, la aproximativ 35 de kilometri, Pliniu cel Bătrân a trimis o flotă pentru salvarea populației și a mers singur pentru a-și salva o prietenă personală. Nepotul său a refuzat să i se alăture. Una dintre scrisorile nepotului său relatează ce a putut afla de la martorii observațiilor făcute de unchiul său. Într-o a doua scrisoare Pliniu cel Tânăr a descris în detaliu propriile sale observații, după plecarea unchiului său.

### Pliniu cel Tânăr
Cei doi bărbați au văzut un nor extraordinar de nor crescând rapid deasupra muntelui:
„{{{1}}}”
Aceste evenimente și o cerere de evacuare pe mare transmisă printr-un mesager l-a determinat pe Pliniu cel Bătrân să ordone organizarea unei misiuni de salvare, în care s-a îmbarcat și el. Nepotul său a încercat să-și reia viața normală, continuând să studieze și să se scalde, dar în acea noapte un cutremur l-a trezit pe el și pe mama lui, determinându-i să iasă din casă și să meargă în curte. După un alt cutremur petrecut în apropierea zorilor populația a abandonat localitatea. A avut loc apoi un al treilea cutremur, iar „marea părea să se rostogolească și să se deplaseze dincolo de țărmurile sale”, ceea ce este o dovadă a producerii unui tsunami. Nu există, cu toate acestea, dovezi ale distrugerilor imense produse de valuri.
Lumina timpurie a zorilor a fost acoperită de un nor negru, prin care străluceau fulgere numeroase și foarte puternice. Norul a ascuns vederii portul Misenum și insula Capri de-a lungul golfului. Temându-se pentru viața lor, oamenii au început să se strige unii pe alții și să se deplaseze înapoi de pe coastă de-a lungul drumului. Mama lui Pliniu i-a cerut să renunțe la ea și să-și salveze propria viață, deoarece ea era prea corpolentă și prea în vârsta pentru a merge mai departe, dar el a apucat-o de mână și a dus-o cât de departe a putut. O ploaie de cenușă a căzut pe pământ. Pliniu se scutura periodic de cenușă pentru a evita să fie îngropat. Mai târziu, în aceeași zi, cenușa nu a mai căzut și soarele a început să strălucească slab printre nori, încurajându-i pe Pliniu și pe mama lui să se întoarcă acasă și să aștepte vești de la Pliniu cel Bătrân. Scrisoarea compară cenușa cu o pătură de zăpadă. Pagubele produse de cutremur și de tsunami nu au fost suficient de puternice pentru a împiedica folosirea în continuare a casei.

### Pliniu cel Bătrân
Unchiul lui Pliniu cel Tânăr, Pliniu cel Bătrân a fost comandant al flotei romane de la Misenum și a decis între timp să investigheze fenomenul îndeaproape de la bordul unei nave ușoare. În timpul cât nava se pregătea să părăsească zona, a sosit un mesager de la prietena sa, Rectina (soția lui Tascius), care locuia pe țărmul de la poalele vulcanului, explicându-i că grupul ei se putea salva doar pe mare și cerându-i ajutor. Pliniu a ordonat trimiterea imediată a flotei de galere pentru a evacua populația pe mare. El și-a continuat drumul cu nava sa ușoară pentru a salva grupul Rectinei.
El a pornit de-a lungul golfului, dar în apa mică de pe cealaltă parte a nimerit sub o ploaie groasă de cenușă fierbinte, piatră ponce și bucăți de rocă. Sfătuit de timonier să se întoarcă el a spus „Norocul îi ajută pe cei curajoși” și i-a ordonat să-și continue drumul către Stabiae (la aproximativ 4,5 kilometri de Pompeii), unde se afla senatorul Pomponianus. Acesta își încărcase deja nava cu bunurile proprii și se pregătea să plece, dar același vânt care a adus nava lui Pliniu în acel loc a împiedicat orice navă să iasă în larg.
Pliniu și grupul său au văzut flăcările provenite din mai multe părți ale muntelui, pe care le-au atribuit satelor ce ardeau. După ce a rămas peste noapte, grupul a fost scos afară din clădire de o acumulare de materiale piroclastice care amenința să blocheze toate ieșirile. Ei l-au trezit pe Pliniu, care adormise și sforăia puternic. Au ales să meargă pe câmp cu perne legate de cap pentru a-i proteja de căderile de pietre. S-au apropiat din nou de plajă, dar vântul nu-și schimbase direcția. Pliniu s-a așezat pe o pânză, care fusese întinsă pe jos pentru el și nu a putut să se ridice nici măcar cu ajutor atunci când prietenii lui au plecat. Foarte probabil, el s-a prăbușit și a murit, aceasta fiind cea mai populară explicație pentru care prietenii lui l-au abandonat, deși Suetoniu a oferit o variantă alternativă în care el i-a ordonat unui sclav să-l omoare pentru a evita chinul incinerării de viu. Cum a reușit să scape sclavul pentru a spune povestea rămâne un mister. Nu există nici o mențiune a unui astfel de eveniment în scrisorile nepotului său.
În prima scrisoare către Tacitus, nepotul lui Pliniu a sugerat că moartea unchiului său s-a datorat reacției plămânilor săi slabi la un nor de gaz otrăvitor, sulfuros, care s-a aflat deasupra grupului. Cu toate acestea, Stabiae era la 16 km de gura vulcanului (aproximativ unde se află astăzi orașul Castellammare di Stabia), iar tovarășii lui se pare că nu au fost afectați de fum și de aceea este mult mai probabil că corpolentul Pliniu a murit din alte cauze, cum ar fi un accident vascular cerebral sau un atac de cord. Un atac astmatic nu iese, de asemenea, din discuție. Trupul său a fost găsit fără leziuni aparente a doua zi, după dispersarea cenușii vulcanice.

## Victimele erupției
Împreună cu Pliniu cel Bătrân, singurii nobili cunoscuți care au devenit victime ale erupției au fost Agrippa (fiu al prințesei evreice Drusilla și al procuratorului Antonius Felix) și soția lui.
Până în anul 2003 au fost făcute aproximativ 1.044 de mulaje realizate pe baza urmelor cadavrelor descoperite în straturile de cenușă din și dinapropierea orașului Pompeii, plus oasele risipite a încă 100 de cadavre. Rămășițele a circa 332 de cadavre au fost găsite la Herculaneum (300 în pivnițe boltite descoperite în 1980). Numărul total al morților sau procentul persoanelor moarte din populația totală a localității sunt complet necunoscute.
Herculaneum, care era mult mai aproape de crater, a fost salvat de la căderea de roci vulcanice de direcția vântului, dar a fost îngropat sub 23 de metri de materiale piroclastice. Este probabil că majoritatea sau toate victimele cunoscute în acest oraș au fost ucise de fluxurile piroclastice, acest lucru fiind demonstrat de temperaturile ridicate care au incinerat trupurile victimelor găsite în bolțile arcuite și de existența lemnului carbonizat în multe clădiri.
Acești oameni au fost prinși pe fostul țărm al marii de primul val și au murit în urma șocului termic, dar nu carbonizați, deși unii au fost parțial carbonizați de valuri le ulterioare și mai fierbinți. Bolțile arcuite erau asemănătoare cu debarcaderele, deoarece traversele de deasupra erau folosite probabil pentru suspendarea bărcilor. Nu a fost găsită nicio ambarcațiune, indicând faptul că acestea ar fi putut fi folosite pentru evacuarea anterioară a unei părți a populației. Restul s-au ascuns în camere înghesuite, ajungând să fie chiar și trei persoane pe metru pătrat. Din moment ce a fost excavată doar o lungime de 85 metri de pe coastă, victimele care așteaptă să fie excavate pot fi de câteva mii.

## Data erupției
Anul erupției este fixat în anul 79 ca urmare a mențiunilor realizate de scriitorii romani contemporani, alții decât Pliniu cel Tânăr, și nu a fost niciodată pus în mod serios sub semnul întrebării. El este determinat de evenimentele bine cunoscute din timpul domniei lui Titus. Vespasian a murit în acel an. Când Titus a vizitat Pompeii pentru a da ordine pentru ajutorarea populației strămutate, el era singurul conducător. În anul de după erupție, AD 80, el s-a confruntat cu un alt dezastru, un incendiu mare la Roma.
Timpul anului este precizat o dată într-un document istoric, prima scrisoare a lui Plinius cel Tânăr către Tacitus, unde apare ca „nonum kal. Septembres”. Aceasta pare să fie o abreviere a unei date standard, care trebuie interpretată ca „a noua zi înainte de calendele lunii septembrie”, care în calendarul iulian, aflat în uz la acea dată, ar fi fost opt zile înainte de 1 septembrie, adică 24 august (romanii considerau 1 septembrie ca unul din nouă).
24 august nu este neapărat data consemnată de Pliniu. Ea reprezintă o coluziune editorială pentru folosirea textului manuscris al scrisorilor lui Pliniu în Biblioteca Laurentiana Mediceană, care apare, de asemenea, în ediția tipărită de Aldus Manutius (1508) și în toate edițiile revizuite de atunci, chiar dacă alte numeroase manuscrise ale lui Pliniu, precum și lucrările altor autori, oferă mai multe date alternative. Din păcate, partea din Istoriile lui Tacitus în care cel mai probabil a folosit în mod specific scrisoarea – cerută în acest scop de la prietenul său, Pliniu – și unde el ar fi menționat data, nu s-a păstrat; deși Tacitus ar fi folosit scrisoarea lui Pliniu, tradițiile textuale ale celor două lucrări, cu posibile menționări ale datei, ar fi fost complet separate și necontaminate una de alta. Din moment ce tradiția textuală a oricărei lucrări a lui Tacitus din Evul Mediu până la primele ediții tipărite este mult mai subțire decât cea a scrisorilor lui Pliniu și se bazează direct pe mărturii textuale relativ timpurii (deși codicele inspiratoare ale acestora au fost pierdute) riscul unor erori multiple de copiere ar fi fost mult mai mic pentru acest text pierdut al lui Tacitus.